# «Посейдон» поспішає на допомогу
«Посейдон» поспішає на допомогу (рос. «Посейдон» спешит на помощь) — радянський художній фільм 1977 року, знятий режисером Слободаном Косовалічем на Кіностудії ім. М. Горького.

## Сюжет
Фільм оповідає про юних випускників морехідного училища та їх перший вихід у море. Про важкий життєвий іспит на професійну та людську міцність, який довелося витримати як команді траулера «Кайра», який зазнав лиха під час шторму, так і колективу рятувальника «Посейдон» під командуванням капітана Чигринова, де проходив свою службу герой фільму Славко Чигринов, який зміг під час небезпеки показати винахідливість, мужність та відвагу.

## У ролях
- Георгій Жжонов — Олексій Петрович Чигринов, капітан «Посейдона»
- Ніна Меньшикова — Надія Василівна Чигринова, дружина капітана Чигринова
- Павло Максименков — Слава Чигринов, курсант на «Посейдоні», син капітана Чигринова
- Юрій Каморний — Ігор Сергійович Щербань, капітан «Кайри»
- Олександр Кавалеров — Діаболов, старший матрос «Посейдона», призначений боцманом замість хворого
- Микола Герля — Женя Петєнков, курсант на «Кайрі»
- Олексій Кузнецов — Едік Кадиков, курсант на «Кайрі»
- Андрій Бухаров — Гога Гурешидзе, курсант на «Кайрі»
- Данило Перов — Юрка Чигринов, молодший брат Павла
- Вадим Захарченко — Павло Антонович, начальник морської школи
- Тетяна Паркіна — Тамара
- Лілія Захарова — лікар «Посейдона»
- Микола Горлов — боцман «Кайри»
- Борис Гітін — старпом «Кайри»
- Лідія Корольова — тітка Катя, кухар «Кайри»
- Євген Красавцев — Євген Михайлович, штурман «Посейдона»
- Семен Гор — старпом «Посейдона» (озвучив Владислав Ковальков)
- Володимир Піцек — Володимир Кіндратович, боцман «Посейдона»
- Анатолій Столбов — капітан міліції Боголюбов
- Юрій Чернов — матрос «Посейдона»
- Станіслав Коренєв — екзаменатор у морській школі (озвучив Владислав Ковальков)
- Олексій Ковальов — старпом
- Слободан Косовалич — член комісії
- Вадим Вільський — член комісії

## Знімальна група
- Режисер — Слободан Косоваліч
- Сценарист — Анатолій Соболєв
- Оператор — Валерій Головченко
- Композитор — Кирило Молчанов
- Художник — Олександр Вагічев